# Kościół św. Mateusza Apostoła w Nowem nad Wisłą
Kościół Świętego Mateusza Apostoła w Nowem nad Wisłą – rzymskokatolicki kościół parafialny pod wezwaniem św. Mateusza Apostoła w Nowem Nad Wisłą, w powiecie świeckim, w województwie kujawsko-pomorskim. Należy do dekanatu Nowe nad Wisłą. Mieści się przy ulicy Krótkiej.

## Historia i architektura
Świątynia powstała w XIV wieku na miejscu wcześniejszej drewnianej świątyni. Została wybudowana w stylu gotyku halowego. Charakteryzuje się ozdobnymi szczytami i wieżą z krenelażem, usytuowana jest ona z boku i pokryta jest dachem namiotowym. Prezbiterium z 1366 roku posiada piękne gwiaździste sklepienie, nawa została zbudowana w końcu XIV i na początku XV stulecia.
Budowla była kilkakrotnie przebudowywana, ostatni raz w latach 1910-1912. Poszerzono wtedy nawę północną i przedłużono nawę główną o 3 przęsła (m.in. obecny chór muzyczny). Został założony również kolejny, czwarty szczyt, wzorowany na oryginalnych. Przesklepiono wtedy również całe wnętrze, wedle uproszczonego wzoru prezbiterialnego. Podczas zbijania starych tynków okazało się wtedy, że ściany pokryte są polichromiami gotyckimi z XIV-XV stulecia. Część z nich zachowano. Freski te zostały ukryte pod tynkiem zapewne w czasie, gdy świątynia była użytkowana na krótko przez reformatów (lata 1557-1581). W kościele znajdują się gotyckie rzeźby i kamienna chrzcielnica z tego samego czasu, poza tym wyposażenie reprezentuje styl barokowy i rokokowy.

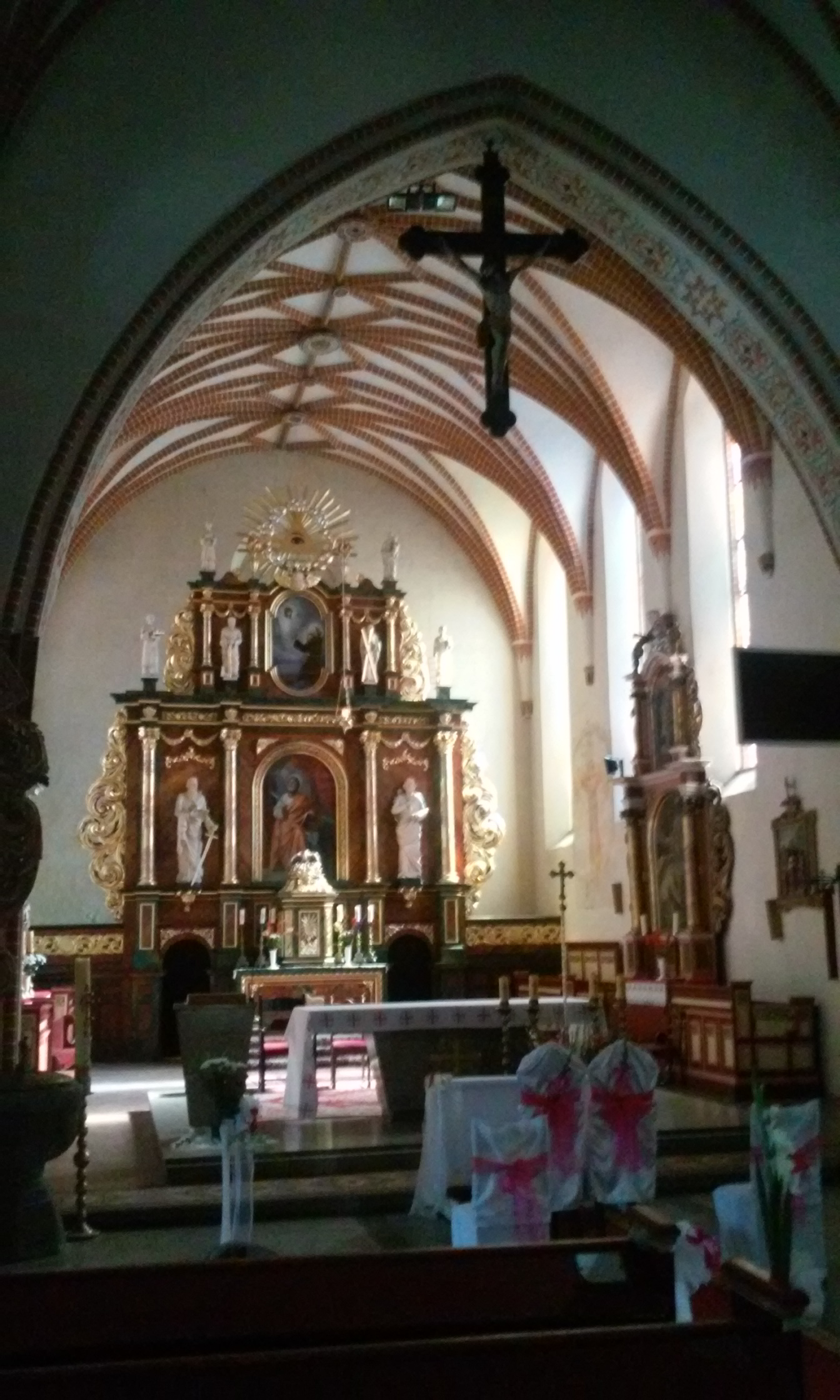
prezbiterium
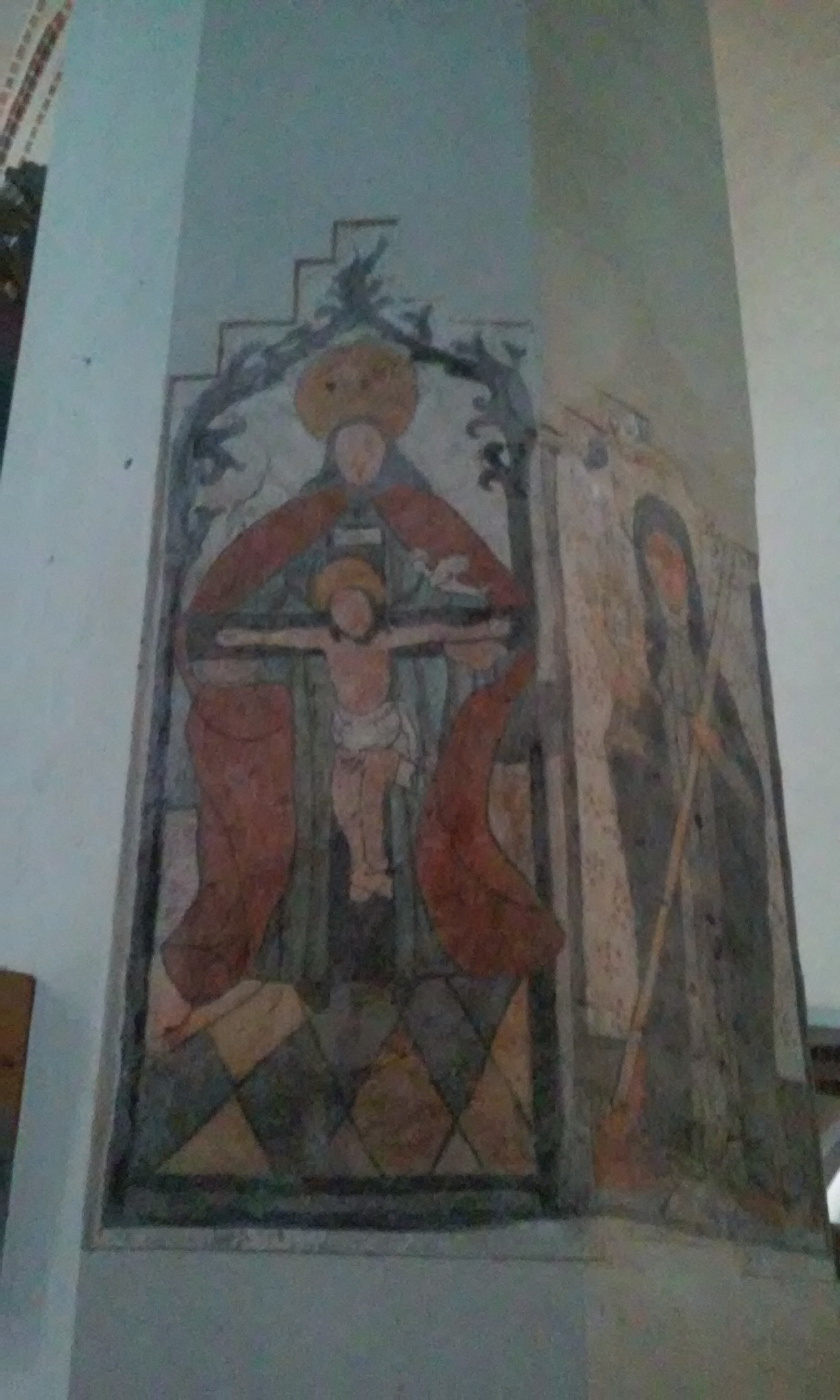
jeden z fresków
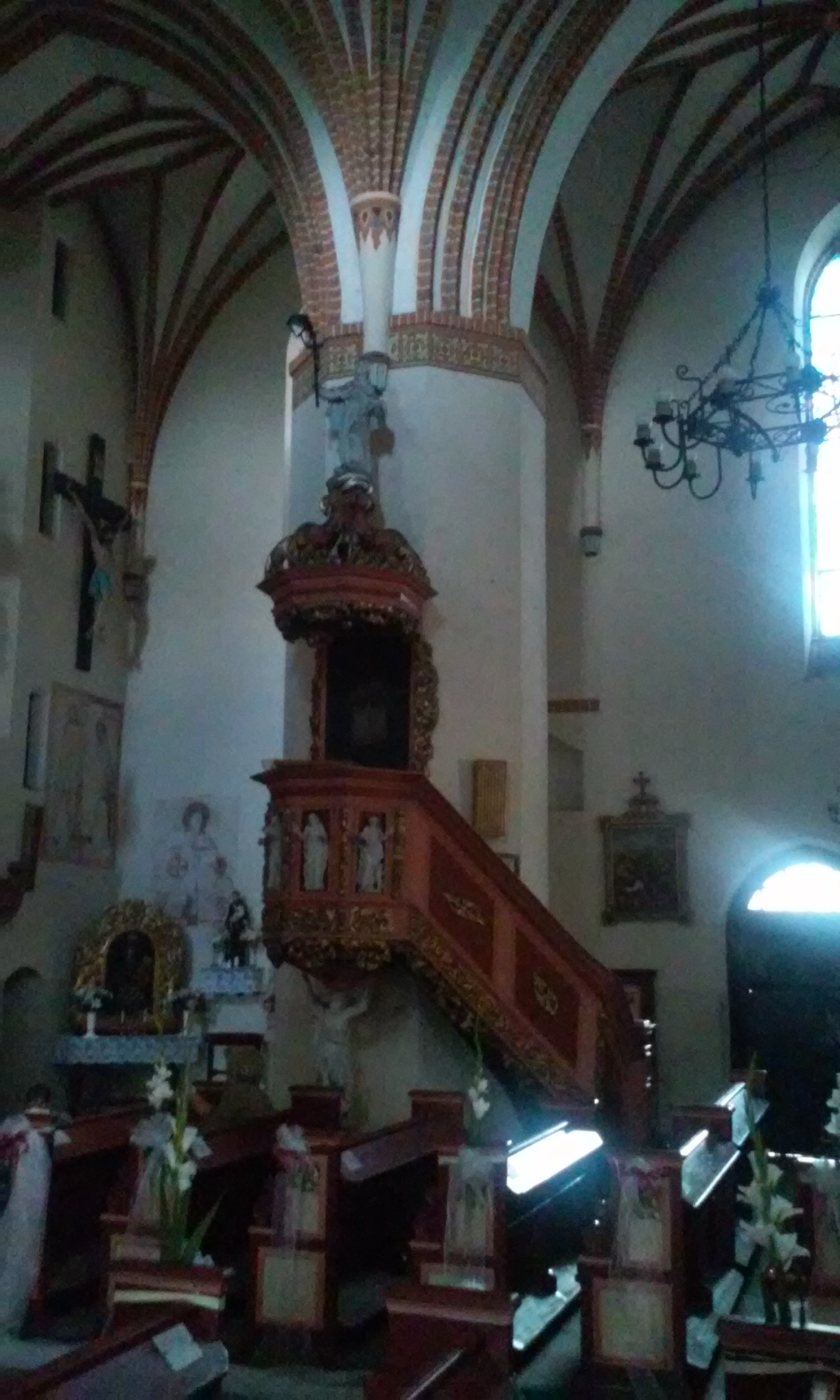
ambona
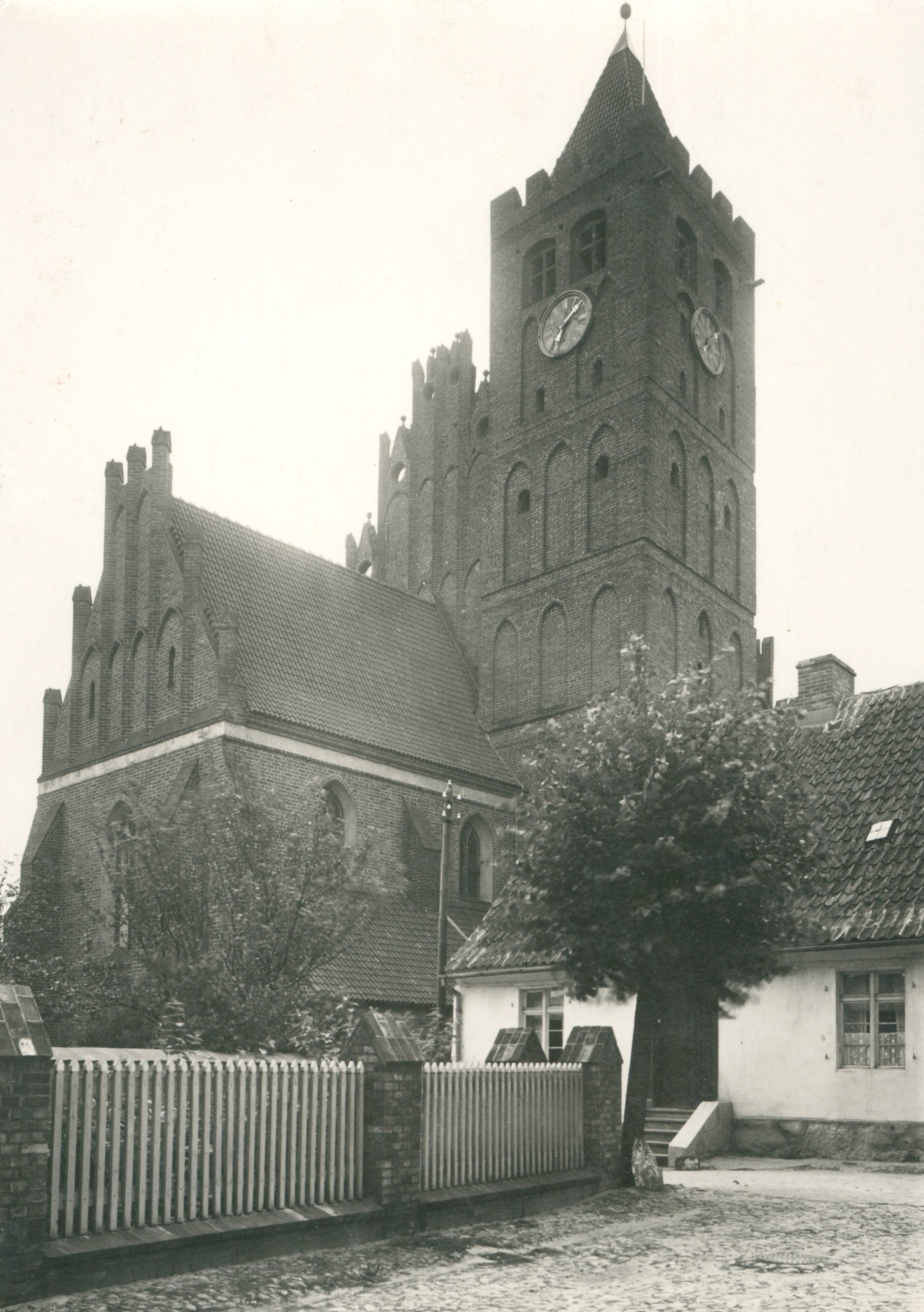
Kościół w latach 30. XX w.